# I Guess That's Why They Call It the Blues
"I Guess That's Why They Call It the Blues" é uma canção composta pelo cantor e compositor britânico Elton John, em parceria com Davey Johnstone e Bernie Taupin. 

## História
Nos Estados Unidos, foi um dos maiores sucessos de John na década de 1980, mantendo-se por quatro semanas consecutivas no segundo lugar da tabela Adult Contemporary e alcançando o 4º lugar na Billboard Hot 100. 
A canção contou ainda com Stevie Wonder tocando harmônica, sendo muito bem recebida pela crítica. Bill Janovitz, da Allmusic declarou que a canção "resistiu ao teste do tempo como um sucesso".